# Монте-Карло

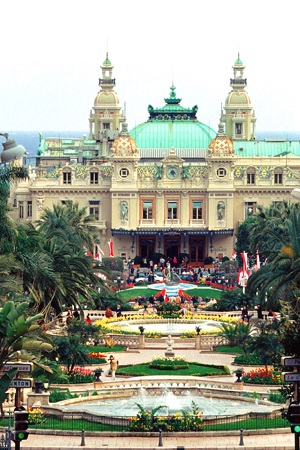
Казино в Монте-Карло

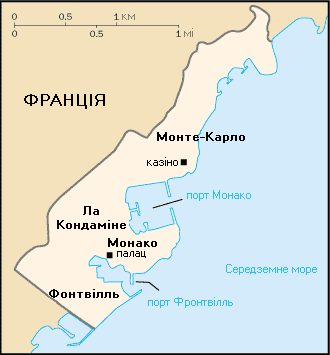
Монте-Карло на мапі

Мо́нте-Ка́рло (фр. Monte Carlo, окс. Montcarles) — район Монако, відомий казино, пляжами та прихильністю світського товариства. Іноді називається столицею Монако, хоч Монако як місто-держава не має столиці. В Монте-Карло починається та закінчується щорічне ралі «Монте-Карло». Крім того, по Монте-Карло проходить траса «Гран-прі Монако» в серії Формула-1.

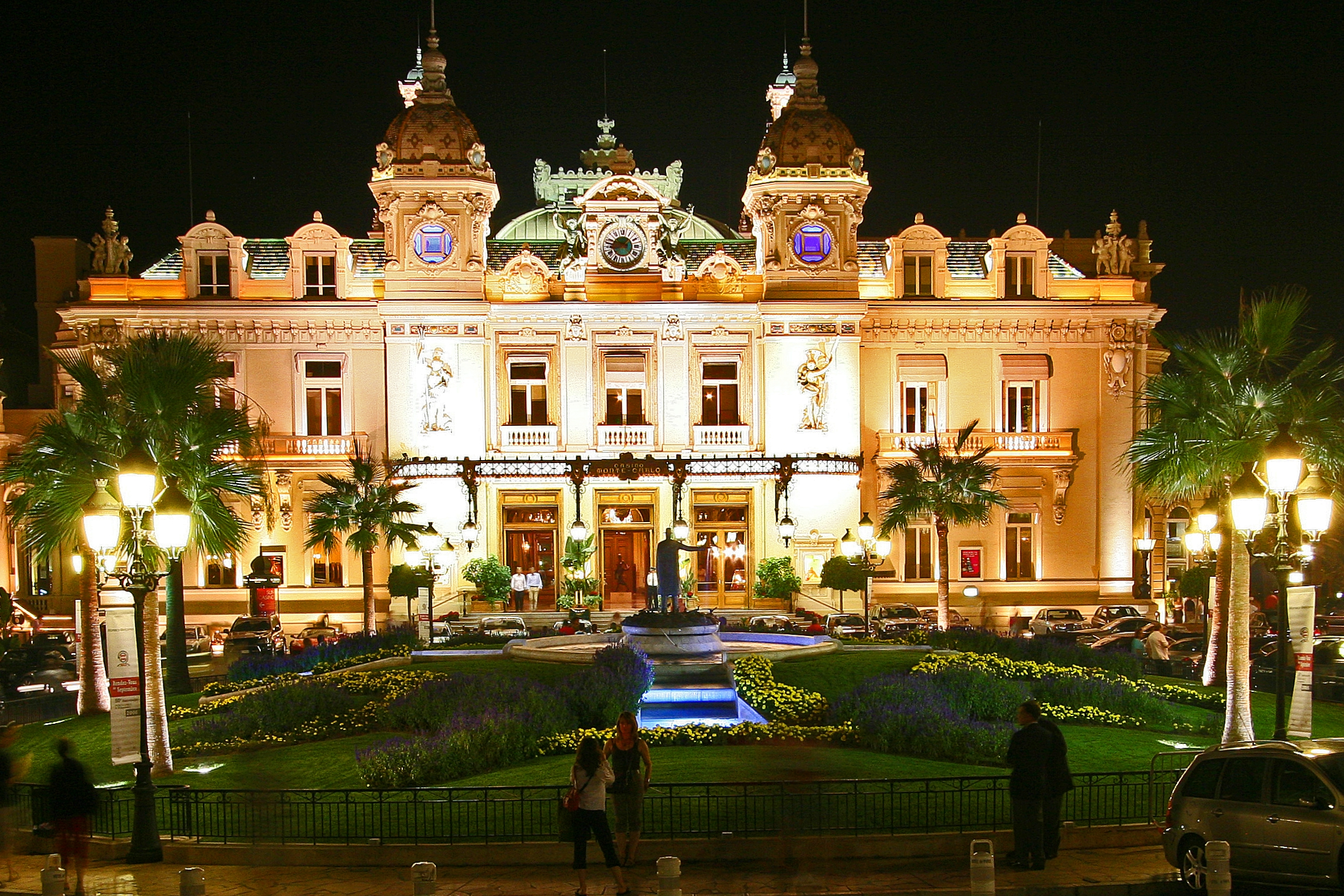

Залізнична станція Монако Монте-Карло розташовується у скелі. Зі станції можна вийти як у курортно-історичну частину, так і в зону казино. Від Ніцци електричка йде близько 20 хвилин.

## Галерея Монте-Карло

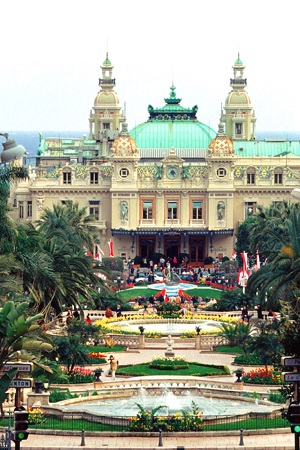
Казино Монте-Карло
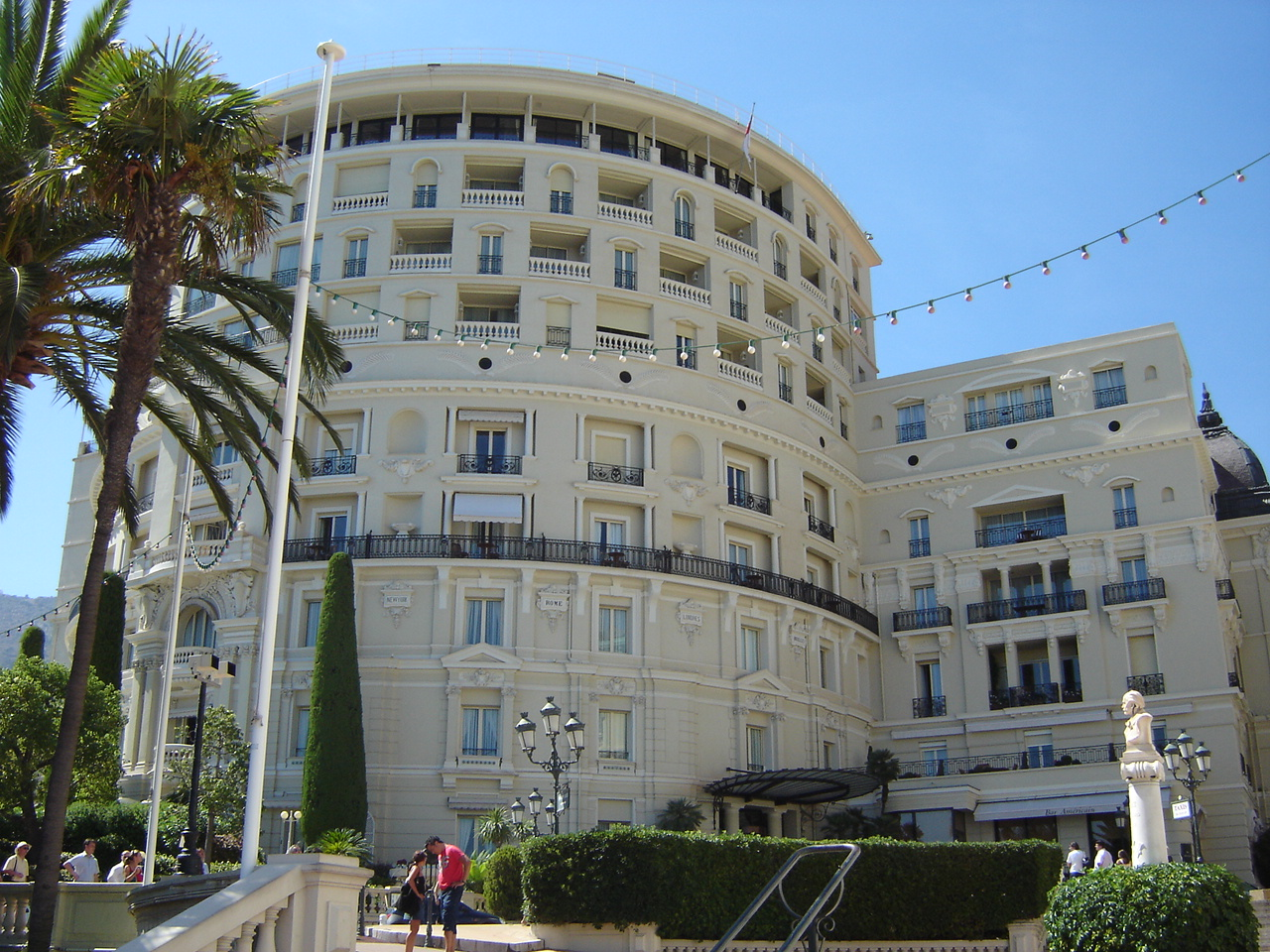
Готель Париж